# Tonalitat
|  | Per a altres significats, vegeu «Tonalitat (desambiguació)». |

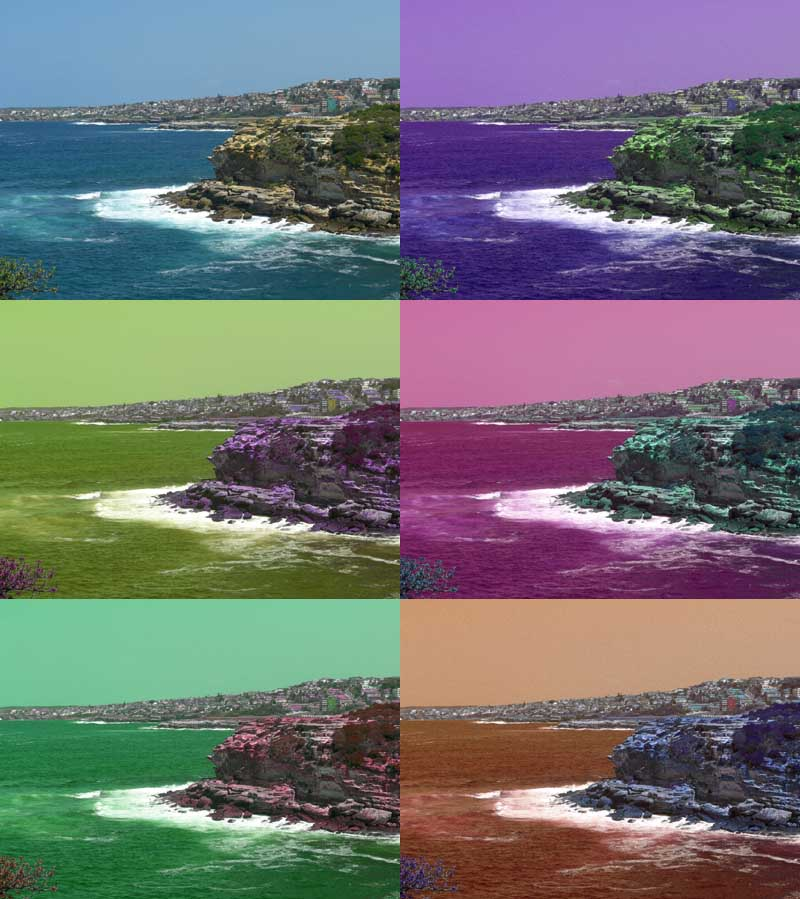
Variacions de tonalitat (a paritat de saturació i lluminositat) en una fotografia

En teoria del color, una tonalitat és un color "pur", o caracteritzat per una sola longitud d'ona a l'interior de l'espectre visible (o espectre òptic) de la llum. En pintura hi ha un concepte corresponent de color "pur", o sense addició de pigments blancs o negres.
En la representació dels colors a l'espai RGB, la tonalitat es pot pensar com un angle φ. Si R, G i B són les coordenades de colors a l'espai RGB (en una escala de 0 a 1), μ, la lluminositat i σ, la saturació òptica, la tonalitat s'obté amb
{\displaystyle \phi =\arccos \left({R-\mu  \over \sigma {\sqrt {2}}}\right)}
Com s'obté d'aquesta fórmula, φ = 0° correspon al vermell, φ = 120°, al blau, i φ = 240°, al verd.
Les coordenades RGB s'obtenen així:
{\displaystyle R=\mu +\sigma {\sqrt {2}}\cos \phi ,}
{\displaystyle G=\mu +\sigma {\sqrt {2}}\cos \left(\phi +240^{\circ }\;\lbrack {4\pi  \over 3}^{c}\rbrack \right),}
{\displaystyle B=\mu +\sigma {\sqrt {2}}\cos \left(\phi +120^{\circ }\;\lbrack {2\pi  \over 3}^{c}\rbrack \right).}

Des de les coordenades RGB es pot extreure els valors de tonalitat, saturació i lluminositat, i viceversa; aquests tres valors són suficients per designar un color. L'espai de color HSB utilitza la tonalitat, la saturació i la lluminositat com a coordenades. La tonalitat és una de les tres coordenades per a la representació d'un model de color HSL.